# Wabtec

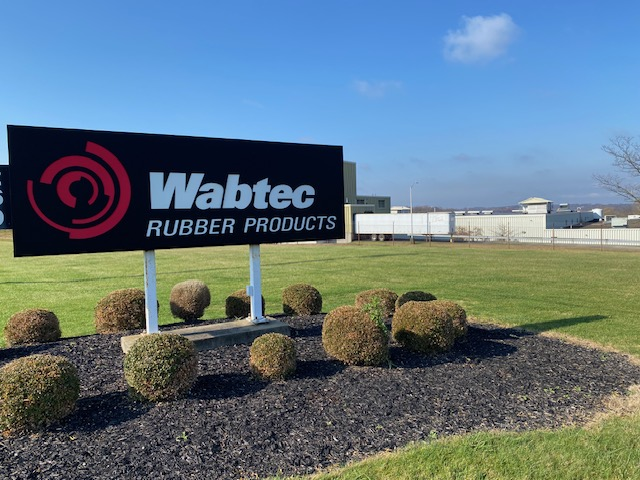
Uzina Wabtec, Greensburg PA SUA

Westinghouse Air Brake Technologies Corporation, cunoscută ca Wabtec, este o companie americană formată prin fuziunea Westinghouse Air Brake Company⁠(d) (WABCO) și MotivePower Industries Corporation⁠(d) în 1999. Are sediul în Pittsburgh, Pennsylvania.
Wabtec produce piese pentru locomotive, vagoane de marfă și vagoane de pasageri și construiește noi locomotive de până la 6.000 cai putere (4 MW). Este o companie Fortune 500.
Compania a achiziționat GE Transportation⁠(d) la 25 februarie 2019.

## Istorie
Originile companiei datează din 1869, odată cu înființarea Westinghouse Air Brake Company. Compania respectivă (cunoscută ca WA&B și mai târziu și ca WABCO) a devenit independentă în 1990 și a devenit publică în 1995. (O altă companie, WABCO Vehicle Control Systems⁠(d), creată tot de Westinghouse Brake Company, este independentă de Wabtec. A fost separată de American Standard Companies⁠(d) în 2007, iar astăzi face parte din firma germană de componente pentru automobile ZF Friedrichshafen.)
Cealaltă companie care a format Wabtec, MotivePower Industries⁠(d), poate fi urmărită din 1972, odată cu formarea diviziei MK Rail⁠(d) de către grupul Morrison Knudsen⁠(d) și achiziționarea unei unități de producție în Boise, Idaho. În 1994, Morrison Knudsen a creat o filială MK Rail Corporation; în prima jumătate a aceluiași deceniu, grupul MK Rail s-a extins odată cu achiziția altor companii de componente de locomotivă.  În 1996, grupul MK Rail s-a separat de compania mamă Morrison Knudsen și a adoptat numele MotivePower Industries Corporation. În a doua jumătate a anilor 1990 au fost achiziționate alte companii – toate în domeniul componentelor de locomotivă. MotivePower, o subsidiară deținută în totalitate de Wabtec, continuă să producă locomotive.
Se afirmă că logo-ul său reprezintă o vedere axială a unei supape de frână mecanică, unde diferite porturi de aer se aliniază între „stator” și „rotor”, în funcție de poziția mânerului.
La 10 iunie 2023, lucrătorii United Electrical, Radio and Machine Workers of America⁠(d) de la fabrica Wabtec din Erie, Pennsylvania, au intrat în grevă. Problemele ridicate au inclus salariul, beneficiile de asistență medicală, concediul plătit, interdicțiile privind grevele și numărul de locomotive conforme cu regulile de emisie de nivel 4 construite la uzina Erie. Greva s-a încheiat la 31 august cu un acord care a majorat salariile muncitorilor.

## Fuziuni și achiziții
În martie 2010, Wabtec a anunțat că a achiziționat Xorail, o companie de proiectare și construcții de semnalizare feroviară pentru 40 de milioane de dolari americani.
În iulie 2010, Wabtec a anunțat planul de a achiziționa doi producători de echipamente feroviare, G&B Specialties și Bach-Simpson Corp. Companiile produc produse de șine și, respectiv, componente de locomotivă. Achiziția G&B Specialties a fost finalizată la 28 iulie 2010, pentru aproximativ 31,8 milioane de dolari americani. Achiziția lui Bach-Simpson Corporation a fost finalizată la 20 august 2010, pentru aproximativ 12 milioane de dolari americani.
În noiembrie 2010, Wabtec a achiziționat toate activele Swiger Coil Systems, un producător din Cleveland de motoare de tracțiune și bobine electrice pentru piețele feroviare și de generare a energiei, pentru aproximativ 43 de milioane de dolari americani.
La 14 iunie 2012, Wabtec a achiziționat Mors Smitt Holding la un preț de achiziție de 88,4 milioane de dolari americani.
La 6 iunie 2014, Wabtec a achiziționat Fandstan Electric Group, un producător de șine și echipamente industriale, la un preț de achiziție de 199,4 milioane de dolari americani.
La 17 iunie 2015, Wabtec a achiziționat toate cele trei unități ale Metalocaucho (MTC), care sunt lideri în domeniul sistemelor de suspensie și antivibrații în Spania, China și India, la un preț de achiziție de 23,4 milioane de dolari americani. 
La 27 iulie 2015, Wabtec a anunțat că intenționează să cumpere 51% din acțiunile Faiveley Transport⁠(d) într-o tranzacție evaluată la 1,8 miliarde de dolari americani, inclusiv datoriile. Acordul s-a încheiat la 1 decembrie 2016, pentru un total de 1,7 miliarde de dolari americani.
La 21 august 2014, Wabtec a achiziționat Dia-Frag, un producător de produse de fricțiune, inclusiv frâne pentru motociclete, la un preț de achiziție de 70,6 milioane de dolari americani.
La 12 octombrie 2015, Wabtec a anunțat achiziția producătorului de senzori de linie Track IQ⁠(d).
La 20 aprilie 2018, General Electric (GE), aflată în curs de revizuire strategică, era în discuții pentru a-și vinde o companie veche de un secol de locomotive, GE Transportation⁠(d), către Wabtec. La 21 mai 2018, GE și Wabtec au confirmat fuziunea GE Transportation cu Wabtec pentru o sumă de 11 miliarde de dolari americani, încheiată la 25 februarie 2019, în care acționarii Wabtec au preluat o participație de 50,8% în compania fuzionată, acționarii GE deținând 24,3% și GE însăși 24,9%.
La 4 ianuarie 2022, Wabtec a achiziționat compania de produse de fricțiune feroviare din New Delhi, Masu, pentru 34 de milioane de dolari americani.
La 20 aprilie 2022, Wabtec a achiziționat Trimble Beena Vision.
La 16 iunie 2022, Wabtec a achiziționat soluții feroviare Collins Aerospace ARINC.

## Regatul Unit

### Brush Traction
Wabtec a cumpărat la 25 februarie 2011 Brush Traction⁠(d) din Loughborough, un constructor și întreținător englez de locomotive, pentru 31 de milioane de dolari americani.

### Bearward Engineering
În noiembrie 2011, Wabtec a achiziționat Bearward Engineering, un producător de radiatoare industriale care are aproximativ 300 de angajați cu sediul în Northampton, Anglia. Bearward Engineering produce în principal sisteme de răcire pentru generatoarele de energie. În momentul achiziției, Bearward avea vânzări anuale de 70 de milioane de dolari americani.

### Wabtec Rail UK
Wabtec Rail Limited este o companie de inginerie feroviară cu sediul la Doncaster Works⁠(d) din Doncaster, Anglia. Serviciile includ revizia și repararea materialului rulant și a componentelor feroviare. Wabtec Rail ocupă o parte a fostei companii British Rail Engineering Limited, cunoscută local sub numele de Plant Works. Cele două sindicate principale de la fața locului (Unite⁠(d) și RMT⁠(d)) au anunțat, la 3 noiembrie 2014, intenția lor de a-și vota membrii pentru o acțiune industrială în legătură cu o dispută salarială, pentru prima dată în istoria Wabtec Rail Limited.

### Wabtec Rail Scotia
Wabtec Rail Scotland ocupă afacerea din Kilmarnock⁠(d) a fostului constructor de locomotive Andrew Barclay Sons & Co.⁠(d).

### LH Group Services
Wabtec a anunțat achiziția, în valoare de 48 de milioane de dolari americani, a furnizorului de motoare diesel, transmisii și boghiuri și de locomotive industriale LH Group la 1 octombrie 2012. Cu sediul la Barton-under-Needwood⁠(d) din Staffordshire, LH are aproximativ 400 de angajați și vânzări anuale de 65 de milioane de dolari americani, din care aproximativ 10% sunt pe piețele neferoviare.

## Locomotivă electricăcu baterie
În septembrie 2021, la un eveniment din Pittsburgh, Wabtec a dezvăluit prima locomotivă electrică de marfă cu baterie din lume. A fost rezultatul unei asociații cu Universitatea Carnegie Mellon și face parte dintr-o inițiativă a celor două organizații de a dezvolta tehnologii cu emisii zero. Folosind o caroserie tradițională de locomotivă, motorul diesel obișnuit a fost înlocuit cu numeroase baterii, care antrenează motoarele de tracțiune ale locomotivei. Frânarea regenerativă este folosită pentru a ajuta la reîncărcarea bateriilor.
Wabtec a susținut că următoarea versiune a locomotivei, care urmează să fie dezvoltată în cca. doi ani, va reduce consumul de motorină cu aproape o treime și emisiile ar putea fi eliminate în totalitate prin dezvoltarea pilelor de combustie cu hidrogen însoțitoare.
Primele locomotive cu baterie au fost folosite pe linia de cale ferată Roy Hill.